# Aplocera
Genre
Aplocera est un genre de lépidoptères (papillons) de la famille des Geometridae, de la sous-famille des Larentiinae.

## Espèces rencontrées en Europe
- Aplocera annexata (Freyer, 1830)
- Aplocera bohatschi (Püngeler, 1914)
- Aplocera columbata (Metzner, 1845)
- Aplocera corsalta (Schawerda, 1928)
- Aplocera cretica (Reisser, 1974)
- Aplocera efformata (Guénée, 1858)
  - Aplocera efformata britonata Leraut, 1995
  - Aplocera efformata efformata (Guénée, 1858)
- Aplocera plagiata (Linnaeus, 1758)
  - Aplocera plagiata hausmanni Expòsito Hermosa, 1998
  - Aplocera plagiata plagiata (Linnaeus, 1758)
- Aplocera praeformata (Hübner, 1826)
  - Aplocera praeformata gibeauxi Leraut, 1995
  - Aplocera praeformata praeformata (Hübner, 1826)
  - Aplocera praeformata urbahni Dufay, 1981
- Aplocera simpliciata (Treitschke, 1835)
  - Aplocera simpliciata balcanica (Züllich, 1936)
  - Aplocera simpliciata graeciata (Staudinger, 1901)
  - Aplocera simpliciata pierretaria (Guillemot, 1856)
  - Aplocera simpliciata simpliciata (Treitschke, 1835)
- Aplocera vivesi Expòsito Hermosa, 1998